# دولنو سپانچوو
دولنو سپانچوو (به بلغاری: Dolno Spanchevo) یک منطقهٔ مسکونی در بلغارستان است که در شهرستان پتریچ واقع شده‌است.